# Nathalie Björn
Nathalie Björn (Uppsala, 1997. május 4. –) világbajnoki bronzérmes svéd női válogatott labdarúgó. Hazája bajnokságában szerepel, az FC Rosengård védője.

## Sikerei, díjai

### Klubcsapatokban
Svéd bajnok (1):
- FC Rosengård (1): 2019

 Svéd kupagyőztes (1):
- FC Rosengård (1): 2018

### A válogatottban
Svédország
- Világbajnoki bronzérmes: 2019
- Olimpiai ezüstérmes (1): 2020[2]
- U19-es Európa-bajnok: 2015
- U17-es Európa-bajnoki ezüstérmes: 2013